# Tengbom

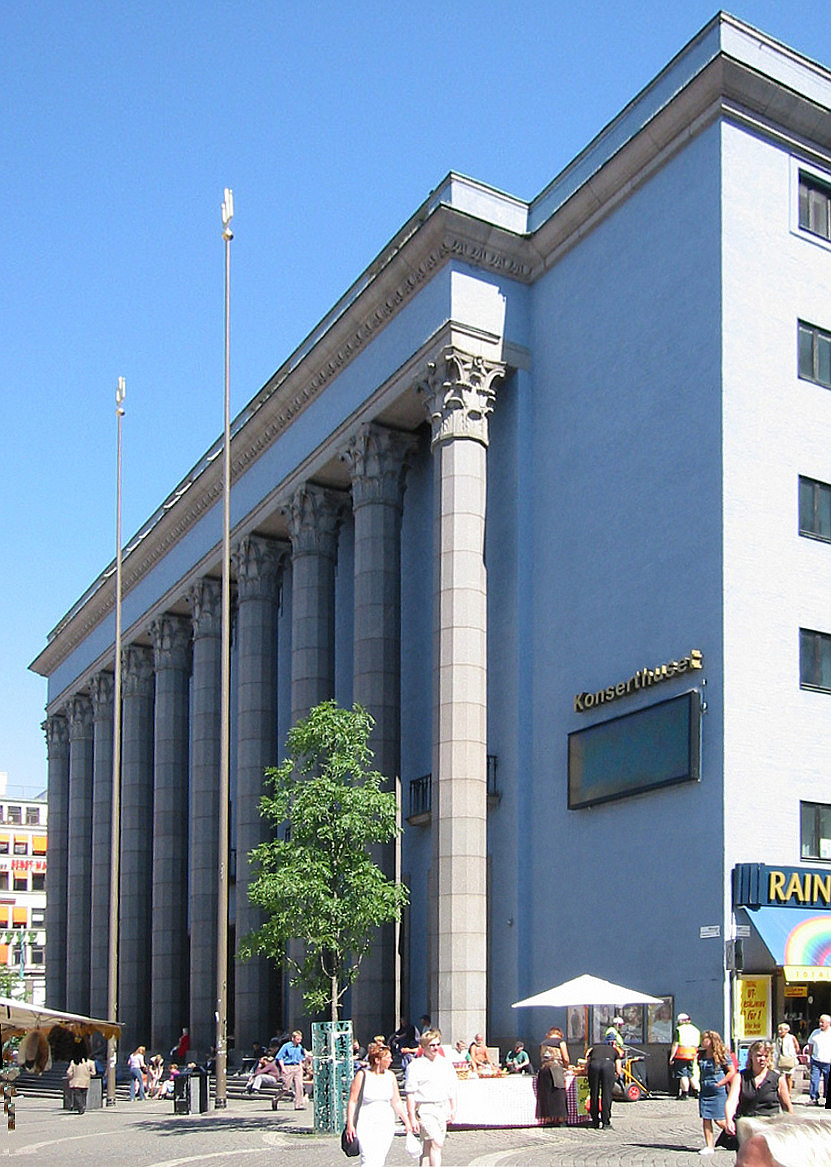
Konserthuset, Stockholm.

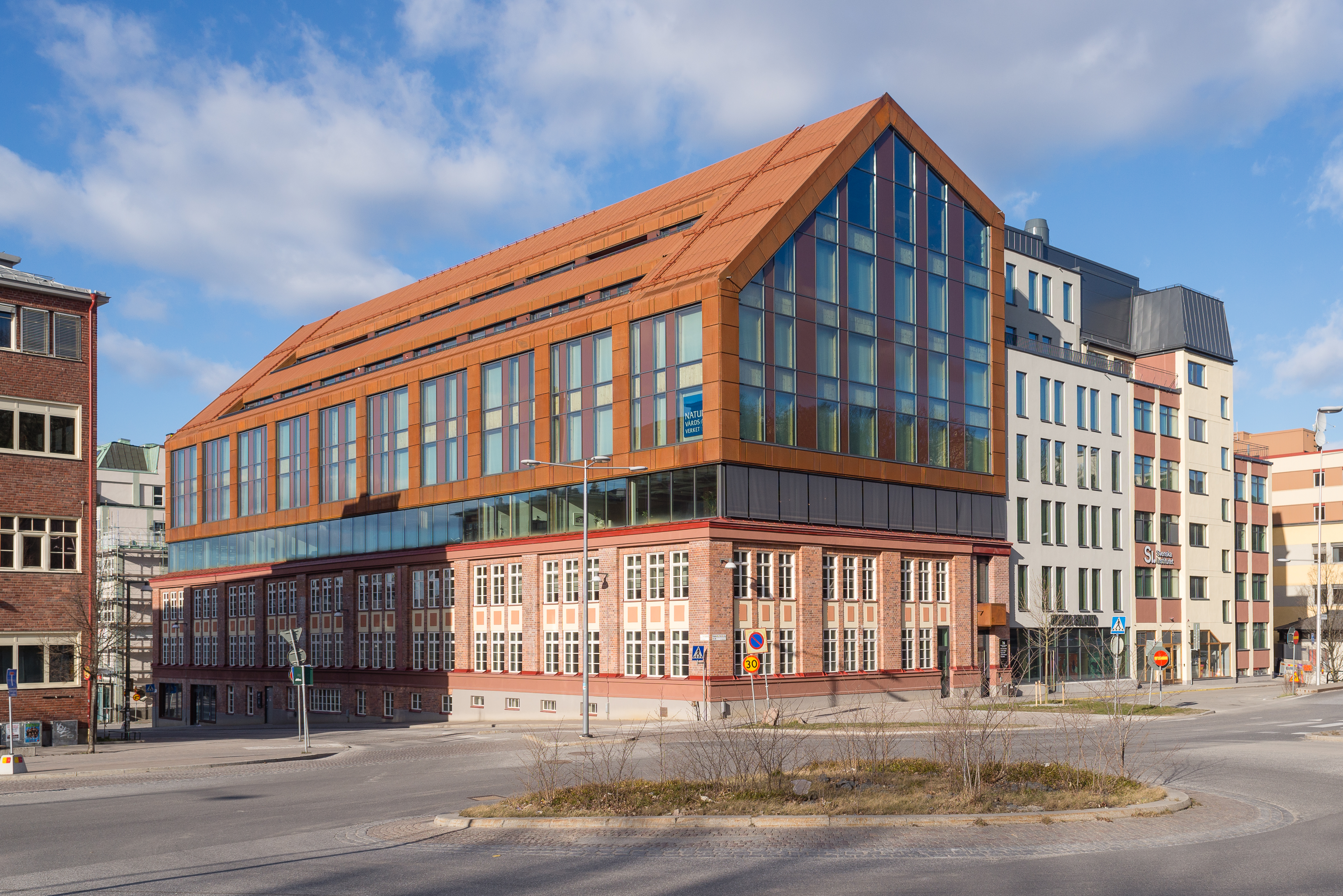
Trikåfabriken, Stockholm.

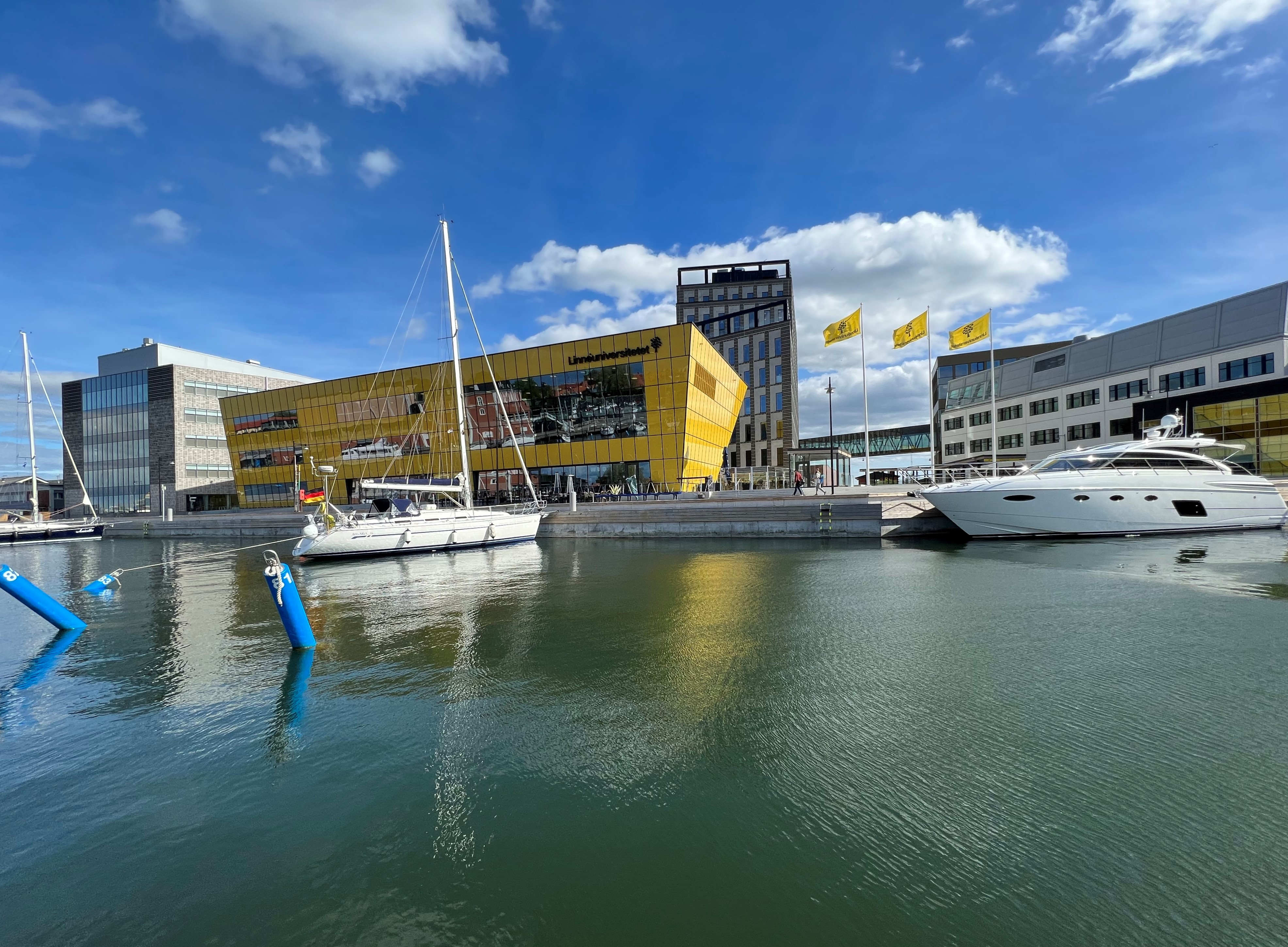
Linnéuniversitetet, Kalmar.

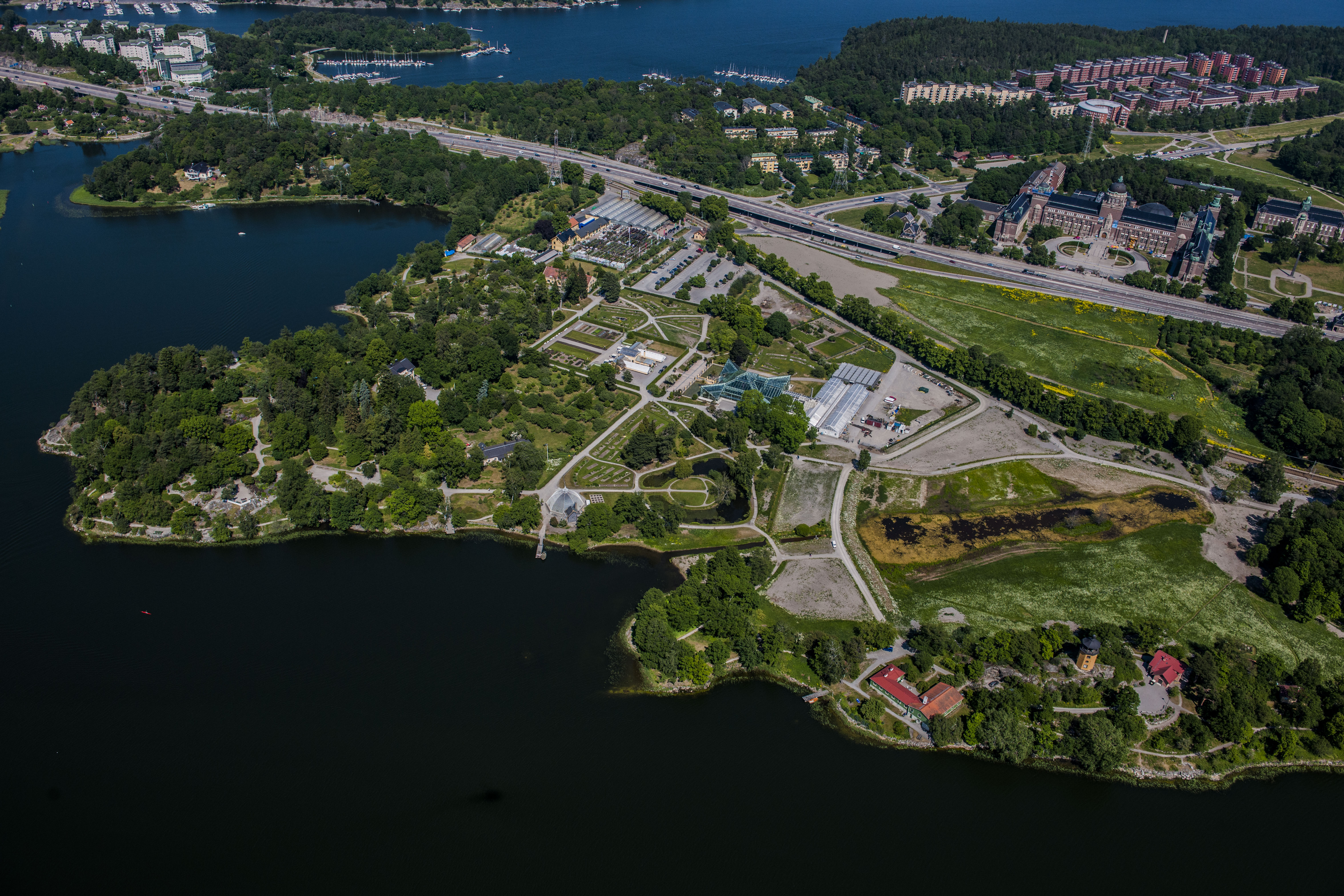
Bergianska trädgården, Stockholm.

Tengbom, formellt Tengbomgruppen AB, är ett svenskt arkitektkontor och är ett av Nordens största. Det betecknas som Sveriges äldsta arkitektkontor, och dess historia går tillbaka till 1906. Företaget i dess nuvarande form bildades 1988 under namnet Tengbomgruppen, och sedan 2006 har det namnet Tengbom. Bolagets huvudkontor ligger på Hälsingegatan 49 i Stockholm.

## Historik
Företaget bildades 1906 av Ivar Tengbom och Ernst Torulf. Tidiga framgångar var Tengboms andraplats i tävlingen för Stockholms stadshus. Bland tidiga genomförda projekt hör Borås rådhus och Högalidskyrkan. Bland Tengboms mest kända byggnader hör Stockholms konserthus, Handelshögskolan i Stockholm, Tändstickspalatset och Citypalatset.
År 1932 gick sonen Anders Tengbom in i företaget och tog senare över verksamheten. Bland stora projekt under denna period finns Skogshem 1958, Andra Hötorgshuset 1960, Svenska Dagbladets kontor i Marieberg 1961 och Sveriges ambassad i Moskva 1961. År 1970 tog i sin tur Svante Tengbom över ledningen av företaget. År 1988 bildades Tengbomgruppen genom att bolaget fick flera delägare och partners. Under de nästföljande åren växte bolaget genom att nya bolag anslöt sig till gruppen. Fram till 2006 bedrevs verksamheten via ett tiotal separata bolag med olika varumärken och med Tengbomgruppen AB som paraplyorganisation. År 2011 förvärvade Tengbom Bjurström & Brodin arkitektkontor och kunde därmed stärka sin kompetens för vård- och laboratorieprojekt. År 2021 förvärvade Tengbom MAF Arkitektkontor i Luleå för att förstärka sin geografisk närvaro i norra Sverige.
Tengbom har omkring 400 medarbetare och kontor i fjorton städer i Sverige samt ett kontor i Helsingfors, Finland. Företaget är verksamt inom flera affärsområden: stadsbyggnad, landskapsarkitektur, arkitektur, inredningsarkitektur och kulturmiljö.

## Verk i urval
- Konserthuset, Stockholm, 1924.
- Södra Entrén Helsingborg 2015.
- Tillfälliga saluhallen på Östermalmstorg, Stockholm 2016.
- Nya Karolinska Solna, Stockholm, 2009–2018.
- Nationalmuseum, Stockholm, 2013–2018.
- Trikåfabriken, Stockholm, 2014–2019.
- Bergianska trädgården, Stockholm, 2019–pågående.
- Linnéuniversitetet, Kalmar, 2020.
- Östermalms saluhall och hotell, Stockholm, 2016–2021.